# لودويغ مولر
لودويغ مولر (بالألمانية: Ludwig Müller)‏ (25 أغسطس 1941 هاسفورت ألمانيا - 24 يونيو 2021) هو لاعب كرة قدم ألماني يلعب كمدافع.

## روابط خارجية
- لودويغ مولر على موقع قاعدة بيانات كرة القدم.إي يو (الإنجليزية)
- لودويغ مولر على موقع بيانات كرة القدم. دي إي (الألمانية)
- لودويغ مولر على موقع ناشيونال فوتبول تيمز (الإنجليزية)
- لودويغ مولر على موقع عالم كرة القدم.نت (الإنجليزية)